# Alfredo Vasconcelos
Alfredo Vasconcelos é um município brasileiro do estado de Minas Gerais. Sua população recenseada em 2022 era de 6 931 habitantes.

## Geografia
Conforme a classificação geográfica de 2021 do Instituto Brasileiro de Geografia e Estatística, Alfredo Vasconcelos é um município da Região Geográfica Imediata de Barbacena, na Região Geográfica Intermediária de Barbacena. Está localizado na mesorregião do Campo das Vertentes e na microrregião de Barbacena.

## História
Recebeu o nome de Alfredo de Vasconcelos em homenagem à estação de trem Alfredo de Vasconcelos, que servia a cidade de Ressaquinha. Vasconcelos era um engenheiro que faleceu precocemente depois de se acidentar com um bloco de pedra, enquanto inspecionava o túnel 15, próximo a Barra do Piraí.
O distrito viria a se emancipar em 1993, sendo desmembrado de Ressaquinha após a posse do primeiro prefeito local, Luiz Dalmo de Araújo. Havia ocorrido um exponencial crescimento populacional e econômico depois da instalação da estrada de ferro na região.

## Economia
É conhecida pela produção de morangos orgânicos. Anualmente, em agosto, ocorre na cidade o Festival de Morangos, Rosas e Flores.